# Einjähriger Beifuß

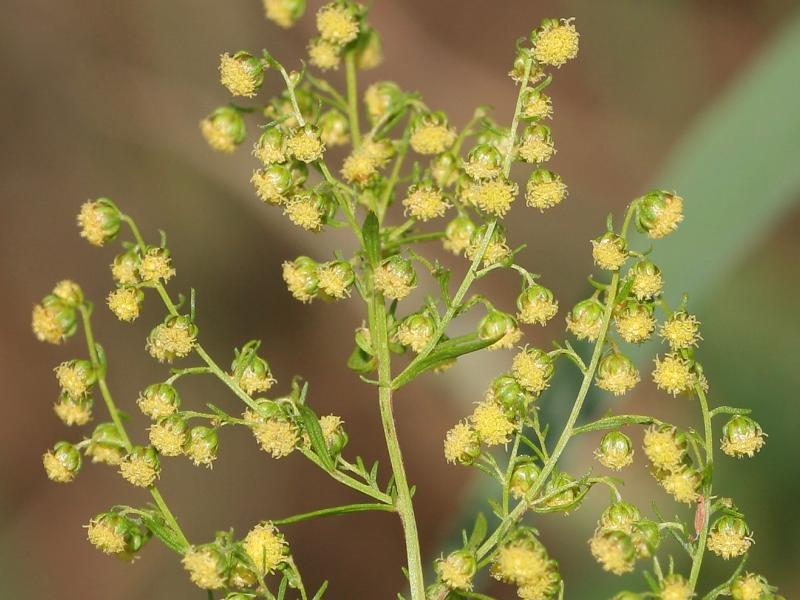
Blütenstand mit körbchenförmigen Teilblütenständen.

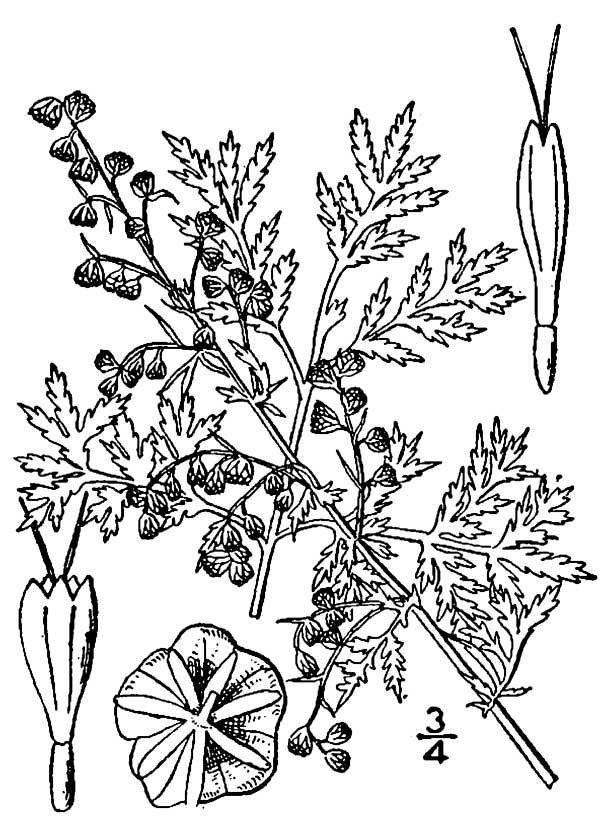
Illustration des Einjährigen Beifuß (Artemisia annua)

Der Einjährige Beifuß (Artemisia annua) ist eine Pflanzenart in der Gattung Artemisia aus der Familie der Korbblütler (Asteraceae, veraltet Compositae).

## Beschreibung
Die krautige Pflanze ist einjährig, woher das botanische Artepitheton annua ‚ein Jahr andauernd‘ von lateinisch annus ‚das Jahr‘ stammt. Auffällig ist der aromatische Duft. Die Pflanze wird 50–150 Zentimeter hoch. Der Stängel ist meist völlig kahl. Die Laubblätter sind zwei- bis dreifach fein gefiedert. Die Blattzipfel sind kammförmig gesägt.
Die in einem rispigen Gesamtblütenstand angeordneten gelbgrünen und körbchenförmigen Teilblütenstände enthalten wenige gelbe Röhrenblüten. Die Blütenköpfchen sind nickend.
Die Chromosomenzahl beträgt 2n = 18.

## Vorkommen
Der Einjährige Beifuß ist in sommerwarmen Regengebieten Eurasiens autochthon. Das Verbreitungsgebiet erstreckt sich von China über Nord-Indien und Irak bis nach Südosteuropa mit Rumänien, Bulgarien, Albanien. In Süd- und Mitteleuropa ist diese Art als Neophyt eingebürgert.
Die Vorkommen in Österreich, Liechtenstein und der italienischen Provinz Südtirol sind sehr selten und oft auch unbeständig. Die Verbreitung in Österreich ist auf Niederösterreich, Wien und auf unbeständige Populationen in Salzburg beschränkt; in Kärnten, Nordtirol und Vorarlberg gilt der Einjährige Beifuß als ausgestorben.
In Deutschland ist der Einjährige Beifuß, neben vereinzelten Fundorten, entlang der Elbe verbreitet. Dort gedeiht er in annuellen Spülsäumen (Zweizahn-Schlammufergesellschaft), wo sie nach Abfluss des winterlichen Hochwassers auf dem bei sommerlichem Tiefwasserstand trockengefallenen Elbufer aufwachsen. Die Art wächst in Gesellschaften der Verbände Sisymbrion (Rauken) oder Chenopodion rubri (Roter Gänsefuß).
Daneben gibt es Vorkommen in der Schweiz, vor allem in der Südschweiz.

## Systematik
Artemisia annua wurde 1753 von Carl von Linné in Species Plantarum, Band 2, Seite 847, erstveröffentlicht. Synonyme für Artemisia annua sind Artemisia chamomilla C.Winkl., Artemisia stewartii C.B.Clarke und Artemisia wadei Edgew..

## Nutzung

Strukturformel des charakteristischen Inhaltsstoffes Artemisinin

Das in der Pflanze gebildete, 1972 erstmals isolierte Artemisinin wird von der chinesischen Medizin schon lange erfolgreich als Mittel gegen Malaria eingesetzt. 2015 wurde die chinesische Pharmakologin Tu Youyou für die Substanzgewinnung von Artemisinin mit dem Medizin-Nobelpreis ausgezeichnet. Aus dem Einjährigen Beifuß extrahiertes Artemisinin ist Ausgangsstoff für verschiedene halbsynthetische Abkömmlinge zur Behandlung der Malaria. Sie kommen in der von der Weltgesundheitsorganisation (WHO) empfohlenen Kombinationstherapie (artemisinin-based combination therapy, ACT) zu Anwendung, wie etwa Artemether plus Lumefantrin (Handelsnamen Coartem, Riamet; Hersteller Novartis).
In der chinesischen Medizin wird darüber hinaus auch von Erfolgen bei der Behandlung weiterer Krankheiten berichtet.
Während der COVID-19-Krise 2020 wurde in Madagaskar ein Kräutertrunk mit Einjährigem Beifuß als Basis entwickelt, um der Krankheit entgegenzuwirken. Klinische Studien, um die Wirkung zu testen, gab es vor Freigabe dieses Produktes nicht. Seit April 2020 werden am Max-Planck-Institut für Kolloid- und Grenzflächenforschung in Potsdam Studien an Zellkulturen durchgeführt, um Extrakte aus Einjährigem Beifuß auf ihre Wirksamkeit gegen SARS-CoV-2 zu untersuchen. Die WHO gab August 2021 bekannt, die antiphlogistischen Eigenschaften des halbsynthetischen Derivates Artesunat im Rahmen einer klinischen Prüfung bei hospitalisierten COVID-19-Patienten („Solidarity PLUS“) zu testen.